# Mikołaj Kiczka

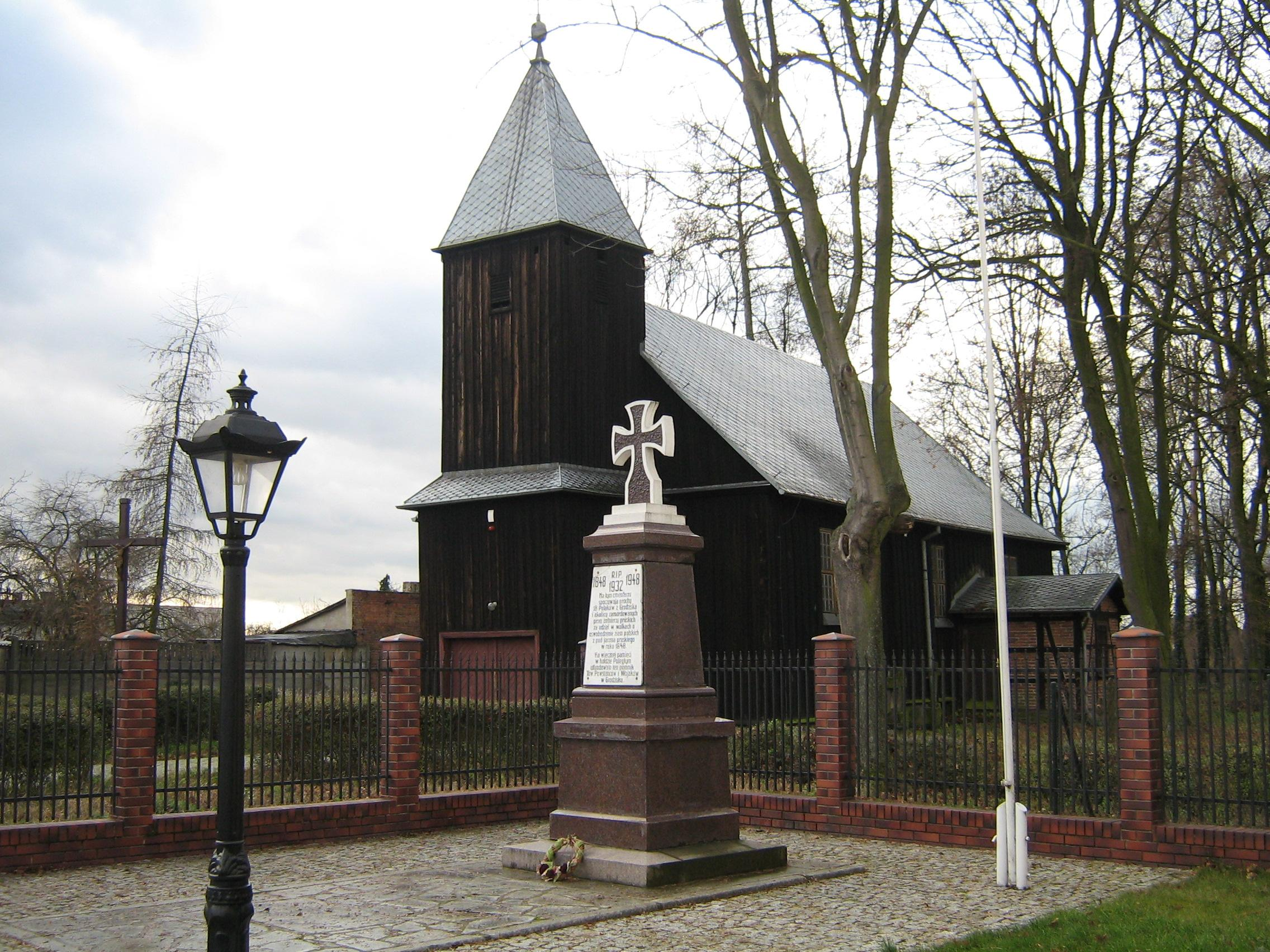
Kościół Świętego Ducha w Grodzisku Wielkopolskim erygowany 6 października 1426 roku przez ówczesnego administratora diecezji poznańskiej Mikołaja Kiczkę

Mikołaj Kiczka herbu Kokot z Kik – szlachcic polski, archidiakon gnieźnieński, kanonik i wikariusz generalny, oraz administrator diecezji poznańskiej, doktor dekretów, a w 1422 roku główny pełnomocnik króla Władysława Jagiełły wraz z Władysławem Oporowskim do zadań prokuratorskich w toczącym się w Rzymie od 17 listopada 1421 roku procesie polsko-krzyżackim.
Był jednym z uczestników polskiej delegacji, której przewodził podczas procesu prymas Polski Mikołaj Trąba. Na swojego zastępcę w pełnieniu tych obowiązków, po wznowieniu procesu w 1422 przez Papieża Marcina V, wyznaczył Mikołaj Kiczka 16 października 1422 Stanisława ze Skarbimierza.
Pochodził z Kik pod Łęczycą. Był prawdopodobnie pasierbem Floriana z Majkowic, zaś jego matką była Smichna z Chlewisk i Książa – wdowa po Mikołaju ze Szreniawy. Był plebanem w Luborzycy w 1404 roku, następnie kanonikiem włocławskim w 1407 roku i archidiakonem gnieźnieńskim w 1408. Studiował na Uniwersytecie w Padwie w latach (1415–1420), na wydziale prawa kanonicznego, gdzie uzyskał stopień naukowy doktora dekretów. Tam też w 1419 roku sprawował funkcję rektora "Ultramontanów" i "Cytramontanów" – obu korporacji akademickich. W roku 1427 został wysłany przez króla Władysława II Jagiełłę w misji ustalenia linii granicznej pomiędzy Polską i ziemiami krzyżackimi.
Odziedziczył w roku 1400, majątki: Płużnicę i Marcinową Porembę, a w 1409 był właścicielem wsi Tursko w powiecie kaliskim. W latach 1423–1428 piastował stanowisko wikariusza generalnego w Poznaniu. Zmarł w roku 1429.
Wspominany przez Franciszka Piekosińskiego z uwagi na zachowany dokument opatrzony pieczęcią herbową, oraz na najstarszą proklamę jego herbu "Kokoty", który w czasach późniejszych występuje już pod nazwą "Kur Biały".